# Тамлык (приток Кумы)
Тамлык — река в России, протекает в Ставропольском крае, Карачаево-Черкесской Республике по территории Усть-Джегутинского, Прикубанского и Предгорного районов. Устье реки находится в 725 км по левому берегу реки Кума. Длина реки составляет 52 км, площадь водосборного бассейна 361 км².

## Данные водного реестра
По данным государственного водного реестра России относится к Западно-Каспийскому бассейновому округу, водохозяйственный участок реки — Кума от истока до впадения реки Подкумок. Речной бассейн реки — Бессточные районы междуречья Терека, Дона и Волги.
Код объекта в государственном водном реестре — 07010000312108200001525.